# Konrad Forenc
Konrad Forenc (* 17. Juli 1992 in Oława) ist ein polnischer Fußballtorwart, der seit 2024 bei Podbeskidzie Bielsko-Biała unter Vertrag steht.

## Karriere

### Verein
Nachdem Forenc im Jahr 2009 sein Debüt in der Ekstraklasa feiern konnte, wurde er von Lubin von 2012 bis 2013 zu den polnischen Vereinen Kolejarz Stróże, Flota Świnoujście und Calisia Kalisz ausgeliehen, bei denen er Erfahrungen in tieferen Ligen sammeln konnte. Nach zwölf Jahren bei Zagłębie wechselte Forenc 2021 ablösefrei zu Korona Kielce. Im Sommer 2024 erfolgte ein Transfer zum Zweitliga-Absteiger Podbeskidzie Bielsko-Biała.

### Nationalmannschaft
Forenc lief von 2009 bis 2010 insgesamt fünf Mal für die polnische U-19-Juniorennationalmannschaft auf.

## Erfolge
- 2014/2015 Meister der 1. Liga (Polen).